# Segunda Categoría de Bolívar 2021
El Campeonato Provincial de Fútbol de Segunda Categoría de Bolívar 2021 fue un torneo de fútbol en Ecuador en el cual compitieron equipos de la provincia de Bolívar. El torneo fue organizado por Asociación de Fútbol Profesional de Bolívar (ASOBOL) y avalado por la Federación Ecuatoriana de Fútbol. El torneo empezó el 19 de junio y finalizó el 14 de agosto. Participaron 7 clubes de fútbol y entregó tres cupos a los play-offs del Ascenso Nacional 2021 por el ascenso a la Serie B, además el campeón provincial clasificó a la Copa Ecuador 2022.

## Sistema de campeonato
El sistema determinado por la Asociación de Fútbol Profesional de Bolívar fue el siguiente:
- Primera fase: Se jugó con los siete equipos establecidos, fue todos contra todos solo partidos de ida (7 fechas), al final los equipos que terminaron del primer al cuarto lugar clasificaron a la fase final.[2]

- Fase final: Los 4 equipos clasificados de la etapa anterior se enfrentaron entre sí en play-offs eliminatorios a partido único para determinar al campeón y subcampeón del torneo, el orden de las semifinales fue: 1.º puesto vs. 3.º puesto y 2.º puesto vs. 4.º puesto. Los perdedores de las semifinales jugaron un partido único para determinar el tercer lugar, tanto el campeón, subcampeón y tercer puesto del torneo provincial clasificaron a los treintaidosavos de final del Ascenso Nacional 2021.[3]

## Equipos participantes
| Equipos participantes                             | Equipos participantes | Equipos participantes                              |
| ------------------------------------------------- | --------------------- | -------------------------------------------------- |
|                                                   |                       |                                                    |
| Equipo                                            | Ciudad                | Estadio                                            |
| Club Deportivo Echeandía                          | Echeandía             | Estadio de la Liga Deportiva Cantonal de Echeandía |
| Mineros Sporting Club                             | Las Naves             | Estadio de la Liga Deportiva Cantonal de Echeandía |
| Ñucanchik Pura Sporting Club                      | Guaranda              | Estadio Centenario de Guaranda                     |
| Club Social, Cultural y Deportivo Primero de Mayo | Guaranda              | Estadio Centenario de Guaranda                     |
| Club Social, Cultural y Deportivo Unibolívar      | Guaranda              | Estadio Centenario de Guaranda                     |
| Club Deportivo Juventud Minera                    | Las Naves             | Estadio de la Liga Deportiva Cantonal de Echeandía |
| Club Deportivo San Luis                           | Guaranda              | Estadio Centenario de Guaranda                     |

## Equipos por cantón
| Cantón                                                      | N.º | Equipos                                                    |
| ----------------------------------------------------------- | --- | ---------------------------------------------------------- |
| [[Archivo:\|20x20px\|border\|Bandera de Guaranda]] Guaranda | 4   | - Unibolívar - Primero de Mayo - Ñucanchik Pura - San Luis |
| Las Naves                                                   | 2   | - Mineros S. C. - Juventud Minera                          |
| Echeandía                                                   | 1   | - Deportivo Echeandía                                      |

## Primera fase

### Clasificación
| Pos. | Equipo              | Pts. | PJ | G | E | P | GF | GC | Dif. | Clasificación |
| ---- | ------------------- | ---- | -- | - | - | - | -- | -- | ---- | ------------- |
| 1    | Unibolívar          | 16   | 6  | 5 | 1 | 0 | 18 | 1  | +17  | Fase final    |
| 2    | Mineros S. C.       | 16   | 6  | 5 | 1 | 0 | 16 | 2  | +14  | Fase final    |
| 3    | San Luis            | 10   | 6  | 3 | 1 | 2 | 10 | 12 | −2   | Fase final    |
| 4    | Juventud Minera     | 6    | 6  | 1 | 3 | 2 | 8  | 13 | −5   | Fase final    |
| 5    | Deportivo Echeandía | 5    | 6  | 1 | 2 | 3 | 6  | 11 | −5   |               |
| 6    | Ñucanchik Pura      | 4    | 6  | 1 | 1 | 4 | 5  | 12 | −7   |               |
| 7    | Primero de Mayo     | 1    | 6  | 0 | 1 | 5 | 5  | 17 | −12  |               |

 Fuente: Aso Bolívar, FEF
Criterios de clasificación: 1) Puntos; 2) Diferencia de goles; 3) Goles marcados; 4) Goles de visitante

### Evolución de la clasificación
| Equipo / Jornada    | 01 | 02 | 03 | 04 | 05 | 06 | 07 |
| ------------------- | -- | -- | -- | -- | -- | -- | -- |
| Unibolívar          | 1  | 1  | 1  | 1  | 1  | 1  | 1  |
| Mineros S. C.       | 2  | 3  | 2  | 2  | 2  | 2  | 2  |
| San Luis            | 3  | 2  | 3  | 3  | 3  | 3  | 3  |
| Juventud Minera     | 6  | 7  | 7  | 6  | 6  | 4  | 4  |
| Deportivo Echeandía | 5  | 4  | 4  | 4  | 5  | 6  | 5  |
| Ñucanchik Pura      | 4  | 5  | 6  | 5  | 4  | 5  | 6  |
| Primero de Mayo     | 7  | 6  | 5  | 7  | 7  | 7  | 7  |

### Resultados
- Los horarios corresponden al huso horario de Ecuador: (UTC-5).

| Primero de Mayo | 0 - 6          | Unibolívar          | Centenario de Guaranda | 19 de junio    | 10:00          |
| San Luis        | 1 - 0          | Deportivo Echeandía | Centenario de Guaranda | 19 de junio    | 14:00          |
| Juventud Minera | 0 - 3          | Mineros S. C.       | Centenario de Guaranda | 20 de junio    | 12:00          |
| Libre:          | Ñucanchik Pura | Ñucanchik Pura      | Ñucanchik Pura         | Ñucanchik Pura | Ñucanchik Pura |

| Unibolívar          | 4 - 0         | Juventud Minera | Centenario de Guaranda | 26 de junio   | 10:00         |
| San Luis            | 2 - 1         | Primero de Mayo | Centenario de Guaranda | 26 de junio   | 14:00         |
| Deportivo Echeandía | 2 - 1         | Ñucanchik Pura  | Centenario de Guaranda | 27 de junio   | 12:00         |
| Libre:              | Mineros S. C. | Mineros S. C.   | Mineros S. C.          | Mineros S. C. | Mineros S. C. |

| Mineros S. C.       | 3 - 0           | Ñucanchik Pura  | Centenario de Guaranda | 3 de julio      | 10:00           |
| Deportivo Echeandía | 2 - 2           | Primero de Mayo | Centenario de Guaranda | 3 de julio      | 14:00           |
| San Luis            | 1 - 2           | Unibolívar      | Centenario de Guaranda | 4 de julio      | 12:00           |
| Libre:              | Juventud Minera | Juventud Minera | Juventud Minera        | Juventud Minera | Juventud Minera |

| San Luis            | 3 - 3      | Juventud Minera | LDC de Echeandía | 10 de julio | 10:00      |
| Deportivo Echeandía | 0 - 2      | Mineros S. C.   | LDC de Echeandía | 10 de julio | 14:00      |
| Primero de Mayo     | 1 - 2      | Ñucanchik Pura  | LDC de Echeandía | 11 de julio | 12:00      |
| Libre:              | Unibolívar | Unibolívar      | Unibolívar       | Unibolívar  | Unibolívar |

| Deportivo Echeandía | 0 - 3           | Unibolívar      | Centenario de Guaranda | 17 de julio     | 10:00           |
| San Luis            | 1 - 5           | Mineros S. C.   | Centenario de Guaranda | 17 de julio     | 14:00           |
| Juventud Minera     | 1 - 1           | Ñucanchik Pura  | Centenario de Guaranda | 18 de julio     | 12:00           |
| Libre:              | Primero de Mayo | Primero de Mayo | Primero de Mayo        | Primero de Mayo | Primero de Mayo |

| Unibolívar      | 0 - 0               | Mineros S. C.       | LDC de Echeandía    | 24 de julio         | 10:00               |
| San Luis        | 2 - 1               | Ñucanchik Pura      | LDC de Echeandía    | 24 de julio         | 14:00               |
| Primero de Mayo | 0 - 2               | Juventud Minera     | LDC de Echeandía    | 25 de julio         | 12:00               |
| Libre:          | Deportivo Echeandía | Deportivo Echeandía | Deportivo Echeandía | Deportivo Echeandía | Deportivo Echeandía |

| Deportivo Echeandía | 2 - 2    | Juventud Minera | LDC de Echeandía       | 31 de julio | 14:00    |
| Unibolívar          | 3 - 0    | Ñucanchik Pura  | Centenario de Guaranda | 31 de julio | 14:00    |
| Primero de Mayo     | 1 - 3    | Mineros S. C.   | Centenario de Guaranda | 1 de agosto | 12:00    |
| Libre:              | San Luis | San Luis        | San Luis               | San Luis    | San Luis |

### Tabla de resultados cruzados
| Local \ Visitante   | MIN | PRI | LUI | UNI | ÑUC | JUV | ECH |
| ------------------- | --- | --- | --- | --- | --- | --- | --- |
| Mineros S. C.       | —   | —   | —   | —   | 3–0 | —   | —   |
| Primero de Mayo     | 1–3 | —   | —   | 0–6 | 1–2 | 0–2 | —   |
| San Luis            | 1–5 | 2–1 | —   | 1–2 | 2–1 | 3–3 | 1–0 |
| Unibolívar          | 0–0 | —   | —   | —   | 3–0 | 4–0 | —   |
| Ñucanchik Pura      | —   | —   | —   | —   | —   | —   | —   |
| Juventud Minera     | 0–3 | —   | —   | —   | 1–1 | —   | —   |
| Deportivo Echeandía | 0–2 | 2–2 | —   | 0–3 | 2–1 | 2–2 | —   |

## Fase final

### Cuadro
|  | Semifinales     | Semifinales     | Semifinales   |               |                 | Final           | Final        | Final        |  |
|  | 7 de agosto     | 7 de agosto     | 7 de agosto   |               |                 | 14 de agosto    | 14 de agosto | 14 de agosto |  |
|  |                 |                 |               |               |                 |                 |              |              |  |
|  |                 |                 |               |               |                 |                 |              |              |  |
|  | Unibolívar      | Unibolívar      | 3             |               |                 |                 |              |              |  |
|  | Unibolívar      | Unibolívar      | 3             |               |                 |                 |              |              |  |
|  | San Luis        | San Luis        | 0             |               |                 |                 |              |              |  |
|  | San Luis        | San Luis        | 0             |               | Unibolívar (p.) | Unibolívar (p.) | 1 (3)        |              |  |
|  |                 |                 |               |               | Unibolívar (p.) | Unibolívar (p.) | 1 (3)        |              |  |
|  |                 |                 | Mineros S. C. | Mineros S. C. | 1 (2)           |                 |              |              |  |
|  | Mineros S. C.   | Mineros S. C.   | Mineros S. C. | Mineros S. C. | 1 (2)           | 10              |              |              |  |
|  | Mineros S. C.   | Mineros S. C.   |               |               |                 | 10              |              |              |  |
|  | Juventud Minera | Juventud Minera | 1             |               |                 |                 |              |              |  |
|  | Juventud Minera | Juventud Minera | 1             |               |                 |                 |              |              |  |
|  |                 |                 |               |               |                 |                 |              |              |  |

### Semifinales
| Fecha              | Lugar    | Local         |                                                    | Resultado |                                                    | Visitante       |
| ------------------ | -------- | ------------- | -------------------------------------------------- | --------- | -------------------------------------------------- | --------------- |
| 7 de agosto, 10:00 | Guaranda | Mineros S. C. |                                                    | 10 – 1    |                                                    | Juventud Minera |
| 7 de agosto, 14:00 | Guaranda | Unibolívar    | [[Archivo:\|20x20px\|border\|Bandera de Guaranda]] | 3 – 0     | [[Archivo:\|20x20px\|border\|Bandera de Guaranda]] | San Luis        |

### Partido por el tercer puesto
| Fecha               | Lugar    | Local    |                                                    | Resultado |  | Visitante       |
| ------------------- | -------- | -------- | -------------------------------------------------- | --------- |  | --------------- |
| 14 de agosto, 10:00 | Guaranda | San Luis | [[Archivo:\|20x20px\|border\|Bandera de Guaranda]] | 2 – 1     |  | Juventud Minera |

### Final
| Fecha               | Lugar    | Local      |                                                    | Resultado     |  | Visitante     |
| ------------------- | -------- | ---------- | -------------------------------------------------- | ------------- |  | ------------- |
| 14 de agosto, 14:00 | Guaranda | Unibolívar | [[Archivo:\|20x20px\|border\|Bandera de Guaranda]] | (3) 1 – 1 (2) |  | Mineros S. C. |

| |
| [[Archivo:\|70px\|border\|Bandera de Guaranda]]                                                                       |
| Campeón Club Unibolívar 7.° título Clasificado a los play-offs de la Segunda Categoría 2021 y a la Copa Ecuador 2022. |
| También clasificó Mineros Sporting Club como subcampeón y el Club San Luis como tercer puesto.                        |

## Clasificación general
| Pos. | Equipos             | Pts. | PJ | PG | PE | PP | GF | GC | Dif. | Fase en la que concluyó su participación |
| ---- | ------------------- | ---- | -- | -- | -- | -- | -- | -- | ---- | ---------------------------------------- |
| 1.   | Unibolívar (C)      | 20   | 8  | 6  | 2  | 0  | 22 | 2  | +20  | Final                                    |
| 2.   | Mineros S. C.       | 20   | 8  | 6  | 2  | 0  | 27 | 4  | +23  | Final                                    |
| 3.   | San Luis            | 13   | 8  | 4  | 1  | 3  | 12 | 16 | -4   | Definición del tercer puesto             |
| 4.   | Juventud Minera     | 6    | 8  | 1  | 3  | 4  | 10 | 25 | -15  | Definición del tercer puesto             |
| 5.   | Deportivo Echeandía | 5    | 6  | 1  | 2  | 3  | 6  | 11 | -5   | Primera fase                             |
| 6.   | Ñucanchik Pura      | 4    | 6  | 1  | 1  | 4  | 5  | 12 | -7   | Primera fase                             |
| 7.   | Primero de Mayo     | 1    | 6  | 0  | 1  | 5  | 5  | 17 | -12  | Primera fase                             |

## Goleadores
- Fuente: Página oficial de la FEF.[7]

| Pos. | Jugador         | Equipo              | Goles |
| ---- | --------------- | ------------------- | ----- |
| 1    | Frank Obando    | Mineros S. C.       | 6     |
| 2    | Arturo Batioja  | Deportivo Echeandía | 5     |
| 3    | Josué Cortez    | Unibolívar          | 4     |
| 4    | Wagner Álvarez  | Unibolívar          | 4     |
| 5    | Sergio Valencia | Mineros S. C.       | 4     |